# Saverio Selecchy
Saverio Selecchy (Chieti, 2 novembre 1708 – Chieti, 16 agosto 1788) è stato un organista italiano, maestro di cappella e compositore di musica sacra.

## Biografia
Saverio Selecchy, nato Sallechia, studiò al conservatorio di San Pietro a Majella di Napoli. Nel 1733, all'età di 25 anni, divenne maestro di cappella della cattedrale di San Giustino. Nel 1767 fu l'autore del Miserere che ancora si canta a Chieti durante la processione del Venerdì santo.